# Kenneth Williams
Kenneth Charles Williams (Londra, 22 febbraio 1926 – Londra, 15 aprile 1988) è stato un attore gallese.

## Biografia
Nato e cresciuto in una famiglia della classe operaia, Williams prestò servizio nei Royal Engineers durante la seconda guerra mondiale, dove decise di diventare un intrattenitore. Dopo aver lavorato brevemente come attore serio, si dedicò al genere commedia e divenne famoso in tutto il paese negli anni cinquanta grazie al programma radiofonico Hancock's Half Hour. Durante la prima parte della sua carriera Williams recitò in film comici e commedie come quelli della serie Carry On e quelli con Tony Hancock e Kenneth Horne. Prese anche parte, con una certa frequenza, a spettacoli televisivi e radiofonici, tra cui il panel show Just a Minute. Morì nel 1988.